# Филип Цорвас
Филип (на гръцки: Φίλιππος, Филипос) е гръцки духовник, митрополит на Цариградската патриаршия.

## Биография
Роден е в 1913 година в Мегара със светското име Цорвас. На 25 септември 1951 година е избран за гревенски епископ, ръкоположен е на 30 септември и коронясан на 11 ноември 1951 г. в Гревена. Превърща бившата джамия в Селио в църква „Свети Ахил“ и построява нова митрополия. След седем години в Гревена на 14 октомври 1958 година е прехвърлен за глава на Драмската митрополия, където остава до 1968 година. Умира в 1997 г.